# Sovětskaja Rossija
Sovětskaja Rossija (rusky: Советская Россия, česky: Sovětské Rusko) jsou politicky zaměřené, levicově orientované, noviny, které v současnosti vycházejí třikrát týdně. První číslo bylo vydáno 1. července 1956 v tehdejším Sovětském svazu, dne 1. ledna 1974 se pak Sovětskaja Rossija stala oficiální tiskovinou Nejvyššího sovětu Rady ministrů RSFSR. Za sovětské éry byly tyto noviny vydávány šestkrát týdně, vyjma neděle, přičemž celkový denní náklad v roce 1975 byl přibližně 2 700 000 výtisků. I po rozpadu Sovětského svazu, k němuž došlo roku 1991, si tyto noviny svůj původní název s přízviskem „Sovětskaja“ ponechaly. V současnosti se denní náklad pohybuje okolo 300 000 výtisků.